# Cremallera (indumentaria)
La cremallera,
el cierre de cremallera,
el cierre relámpago,
el zíper, 
el cierre éclair, o síper 

Animación que muestra el funcionamiento de un cierre de cremallera.

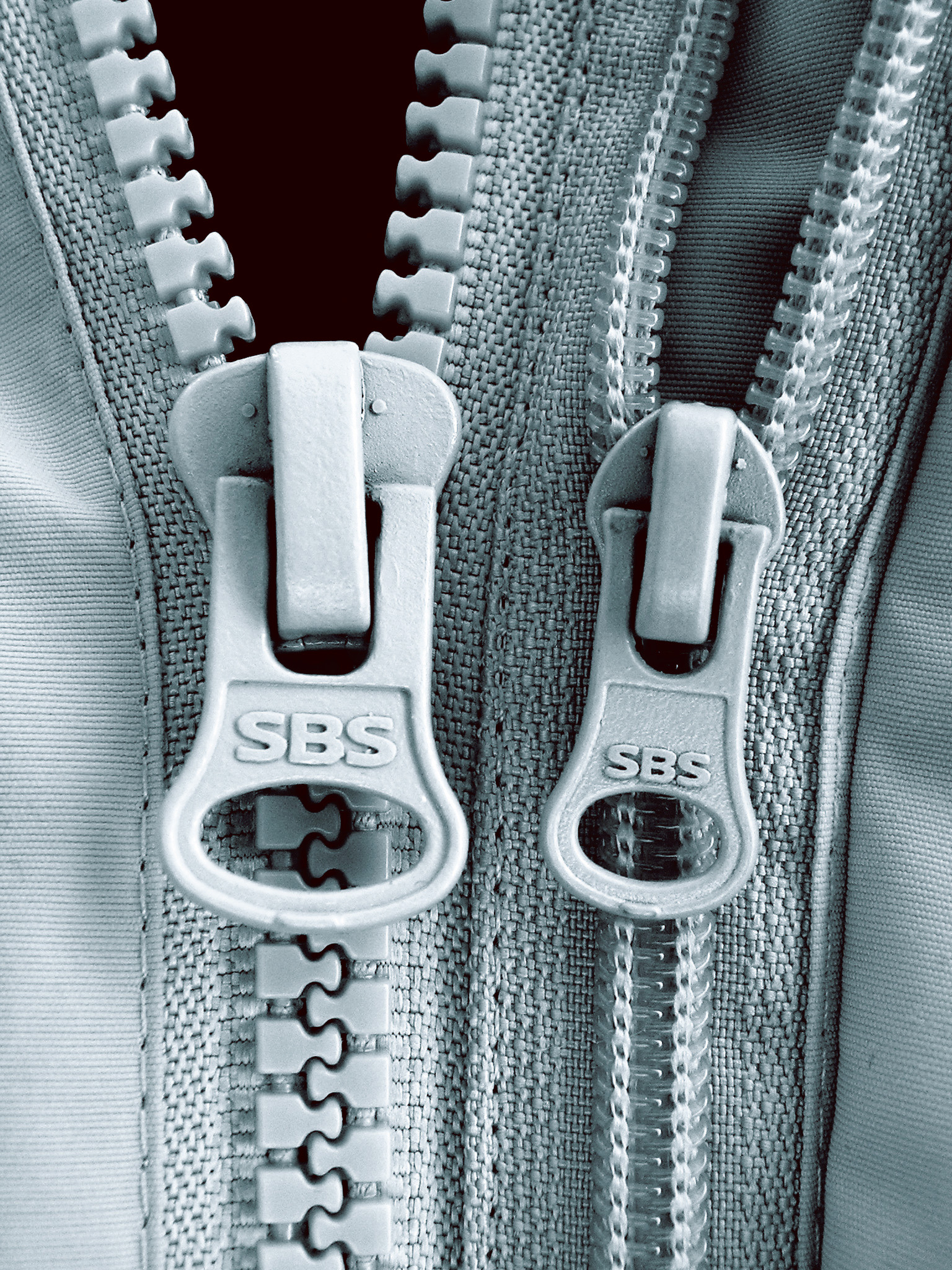
Cremalleras de plástico de distinto grosor.

es un dispositivo dentado que se aplica en la industria de la confección de diversas piezas de indumentaria.

## Nombre en cada país
| nombre              | país |
| ------------------- | --- |
| cierre relámpago    | Argentina |
| cierre              | Argentina, Bolivia, Chile, Colombia, Ecuador, México, Paraguay, Perú, Uruguay, Venezuela                            |
| marrueco (bragueta) | Chile |
| corredera           | Colombia |
| cremallera          | Argentina, España                                                                                                   |
| zíper               | Costa Rica, Cuba, El Salvador, Filipinas, Guatemala, Honduras, Nicaragua, Panamá, Puerto Rico, República Dominicana |

## Descripción
La cremallera consiste en dos cintas, cada una dotada en su punto de encuentro de un juego continuo de dientes (metálicas o plásticas). Cada juego interactúa con el de la otra banda mediante uniones y separaciones. El conjunto va deslizando a medida que pasa una pieza corredora (dotada de una lengüeta que facilita al usuario el movimiento de abrir y cerrar). En el extremo final hay un tope para la interpenetración de los juegos de dientes de las cintas.
En muchas chaquetas y piezas similares, la apertura se cierra completamente cuando el control deslizante se encuentra al extremo superior. Algunas chaquetas tienen cremalleras de doble separación con dos deslizaderos en la cinta. Cuando los deslizaderos se encuentran a los extremos opuestos de la cinta, la chaqueta se cierra. Si el control deslizante inferior se levanta, la parte inferior de la chaqueta se puede abrir para permitir sentarse o ir en bicicleta más cómodamente. Cuando se bajan los dos deslizaderos, la cremallera puede estar totalmente abierta.
Las bolsas, mochilas y maletas también a menudo presentan dos deslizaderos en la cinta: la parte de la cremallera que hay entre ellos está deshecha. Cuando los dos barras deslizantes se sitúan la una junto a la otra, que pueden estar en cualquier punto de la cinta, la cremallera está totalmente cerrada.
Una cremallera cuesta relativamente poco, pero si falla, la pieza en la que se encuentra puede ser inutilizable hasta que la cremallera sea reparada o sustituida, cosa que puede ser bastante difícil y costoso. A menudo hay problemas con el control deslizante de la cremallera; cuando se desgasta, no se alinea y se une correctamente con los dientes alternos. Con las cremalleras separadoras, el pasador de inserción se puede desprender de la cinta; la cinta puede incluso desintegrarse del uso. Si falla una cremallera, se puede encajar o atrancar (es decir, quedarse atrapado el deslizador) o romperse parcialmente la cremallera o el tejido.

## Usos de la cremallera
Los usos más comunes de la cremallera son: en la vestimenta (como parcas, pantalones) y en los equipajes (tales como mochilas, maletas, carteras).
- Sirven para unir o separar dos partes o piezas de un género, tela o membrana.
- Sirven para unir o sacar completamente una parte de algún textil.
- En ciertos casos, como en algunas maletas, es usada para disminuir o aumentar su tamaño y capacidad, plegando sobre sí mismo el género que conforma las paredes.

Las cremalleras pueden:
- Aumentar o disminuir la medida de una apertura para permitir o restringir el paso de objetos, como en el vuelo de pantalones o en un bolsillo;

- Juntar o separar dos extremos o lados de una sola pieza, como la parte frontal de una chaqueta, o a la parte delantera, posterior o lateral de un traje o falda para facilitar la puesta de la pieza;

- Fijar o desprender una parte separable de la pieza a una u otra, como en la conversión entre pantalones y pantalones cortos en el caso de una pieza que pueda servir para los dos usos, o la conexión o desconexión de una capucha y su abrigo;

- Colocar o desprender una bolsa de otra más grande. Un ejemplo de esto son las mochilas militares que tienen bolsas o bolsas más pequeñas unidas en los laterales con una o dos cremalleras;

- utilizarse también simplemente como elemento puramente decorativo.

Estas variaciones se consiguen cosiendo un extremo de la cremallera, cosiendo los dos extremos juntos o permitiendo que los dos extremos de la cremallera se deshagan completamente.

## Historia
Un antiguo aparato similar a la cremallera, «un cierre de ropa automático, continuo», fue patentado por Elias Howe en 1851; pero no era práctico y no llegó al mercado.
Whitcomb L. Judson patentó en 1891 o 1893 un Clasp Locker similar para sostener botas y zapatos y vendió su invento a través de la compañía Universal Fastener. Estos dos diseños usaban ganchos y ojos. Judson murió en 1909.
La cremallera usada hoy tiene ojos y ganchos (dientes) en los bordes de la abertura. Al desplazar un cursor en el sentido de la abertura, este traba los dientes cerrando así la abertura. Fue inventado en St. Catherines, Ontario, Canadá, por Gideon Sundback , quien había nacido en Suecia y emigrado a Canadá. Fue empleado de W.L.Judson y se casó con la hija de este. Inventó el Hookless Fastener en 1913, lo patentó en 1917 como el «sostenedor separable», y ayudó a Judson a mejorar la cremallera.
La Goodrich Corporation acuñó el nombre Zipper en 1923, y usó el invento en las bolsitas de tabaco y botas.
La cremallera se hizo popular para la ropa de niños y los pantalones de hombres en las décadas de los 1920 y 1930. El nombre de cierre éclair que se usa algunas veces en castellano viene del francés, donde  «fermeture Éclair» es una marca de la empresa Éclair Prestil SN.
Hoy, empresas líderes como la mexicana TEK Cierres Tecnología, la polaca PERSYL Fabryka Zamków Blyskawicznych, la española Cremalleras Rubi, la mexicana Cierres y Accesorios BBJ KCC Group, Tex Corp, la japonesa YKK, la peruana Corporación REY o la colombiana Eka Cierres, fabrican varios tipos de cremalleras como las «cremalleras invisibles», cremalleras metálicas y cremalleras de plástico o de nilón.

## Partes de un cierre
| 1 | Extremo superior           | 7  | Tope inferior      |
| 2 | Tope superior              | 8  | Extremo inferior   |
| 3 | Cursor, deslizador o carro | 9  | Ancho de banda     |
| 4 | Carro, tirador o medallón  | 10 | Herrete o tubo     |
| 5 | Banda textil               | 11 | Caja del separador |
| 6 | Diente                     | 12 | Refuerzo           |
| - | -------------------------- | -- | ------------------ |

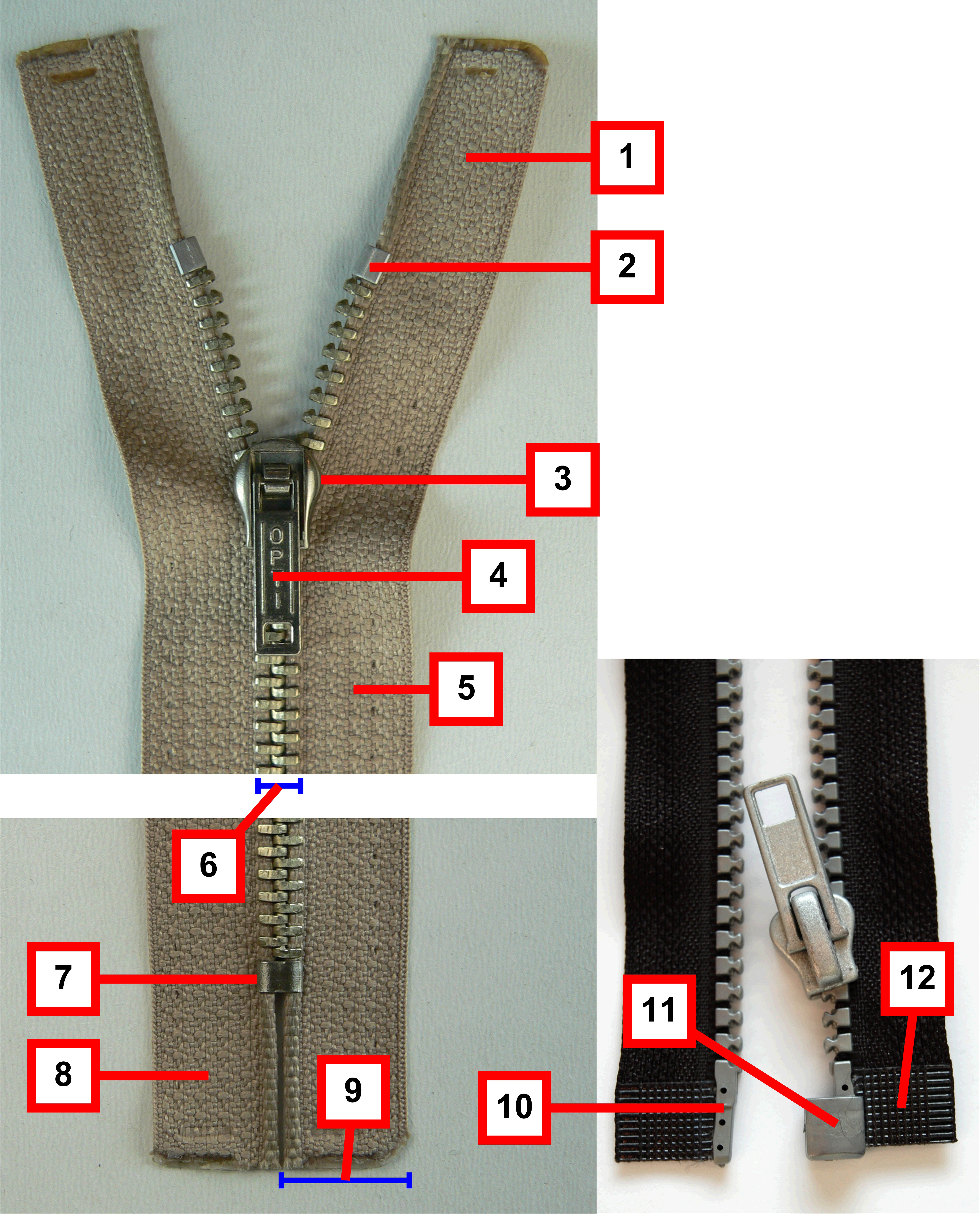
Partes de una cremallera. A la izquierda, cremallera convencional metálica; a la derecha, detalle de una cremallera con «sistema separador».
1 - Extremo superior
2 - Tope superior
3 - Cursor, deslizador o carro
4 - Tirador o medallón
5 - Banda textil
6 - Diente
7 - Tope inferior
8 - Extremo inferior
9 - Ancho de banda
10 - Herrete o tubo
11 - Caja del separador
12 - Refuerzo

Los componentes de una cremallera son:
1. Extremo superior: extensión de cinta superior generalmente de tela de la cremallera, que se extiende más allá de los dientes, en la parte superior de la cadena.
2. Tope superior: dos dispositivos fijados en el extremo superior de una cremallera para evitar que el cursor o deslizador salga de la cadena.
3. Cursor, deslizador o carro:  dispositivo que se mueve hacia arriba y hacia abajo de la cadena para abrir o cerrar la cremallera).
4. Tirador o medallón: la parte del cursor que se agarra para mover el cursor hacia arriba o hacia abajo.
5. Banda textil de la cinta: se refiere a la banda de tejido a ambos lados de la cadena de la cremallera.
6. Diente de la cremallera: la pieza continua que se forma cuando las dos mitades de una cremallera se unen.
7. Tope inferior: dispositivo fijado al extremo inferior de una cremallera, para evitar el cursor o deslizador salga de la cadena.
8. Extremo inferior: extensión de cinta inferior generalmente de tela de la cremallera, que se extiende más allá de los dientes, en la parte inferior de la cadena.
9. Ancho de banda de la cinta: se refiere a la anchura del tejido, solamente de un lado de la cadena de la cremallera.
10. Herrete o tubo: dispositivo utilizado en una cremallera separadora, cuya función es permitir la unión de las dos mitades de la cremallera.
11. Caja del cursor o separador: dispositivo utilizado en una cremallera separadora que tiene como función alinear correctamente el pasador, para empezar a unir las mitades de la cremallera).
12. Refuerzo: tira de plástico fusionada en cada mitad de la cinta con cremallera para permitir al fabricante «soldar» electrónicamente la cremallera sobre la pieza o el artículo que se está fabricando, sin necesidad de coser o coser).[13]

### Estanqueidad al aire y al agua

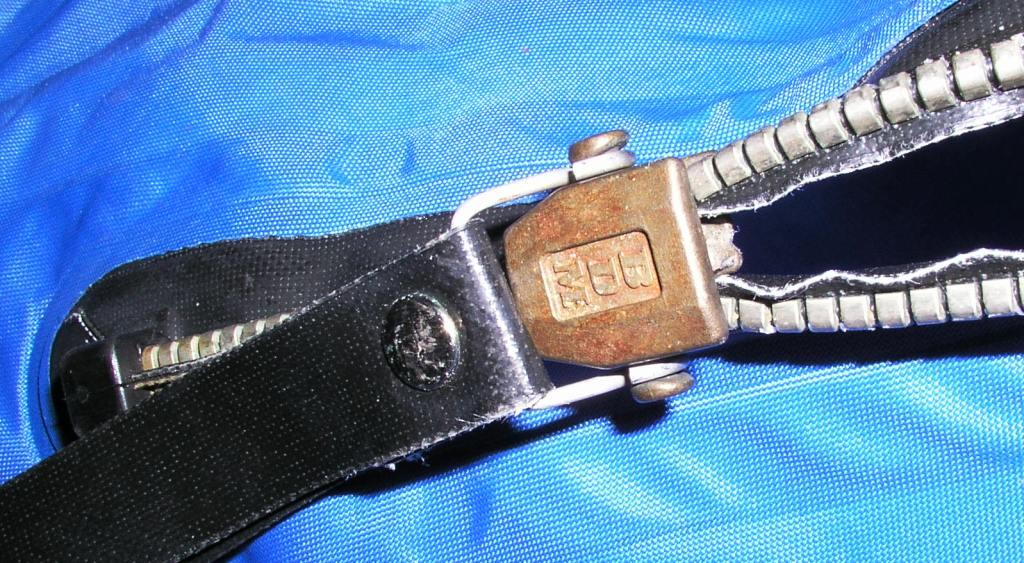
Cremallera impermeable en un traje seco de buceo. Los segmentos metálicos exteriores sujetan la lámina impermeable sobre los
dientes ocultos de la cremallera. Los dientes de la cremallera no son visibles en esta imagen (quedan ocultos por los bordes de la lámina impermeable)

Las cremalleras herméticas fueron desarrolladas por primera vez por la NASA para fabricar trajes presurizados a gran altitud y, posteriormente, trajes espaciales, capaces de retener la presión del aire en el interior del traje en el vacío del espacio.
La cremallera hermética está construida como una cremallera dentada estándar, pero con una lámina impermeable (que está hecha de polietileno reforzado con tela y está unida al resto del traje) envuelta alrededor del exterior de cada fila de dientes de la cremallera. Cuando se cierra la cremallera, los dos lados opuestos de la lámina de plástico se aprietan entre sí (entre los clips en forma de C) tanto por encima como por debajo de los dientes de la cremallera, formando un doble sello.
Esta superficie de doble acoplamiento es buena para retener tanto el vacío como la presión, pero el ajuste debe ser muy apretado, para presionar las superficies con firmeza. En consecuencia, estas cremalleras suelen ser muy rígidas cuando se cierran con cremallera y tienen una mínima flexibilidad o estiramiento. Son difíciles de abrir y cerrar porque el yunque de la cremallera debe separar los dientes que se mantienen bajo tensión. También pueden descarrilarse (y dañar las superficies de sellado) si los dientes se desalinean al hacer fuerza para cerrar la cremallera.
Estas cremalleras son muy comunes cuando se necesitan cierres herméticos o estancos, como en los trajes secos de buceo, los trajes de supervivencia oceánicos y los trajes para materiales peligrosos.
Una cremallera resistente al agua menos común es similar en construcción a una cremallera dentada estándar, pero incluye un sello de cresta de plástico moldeado similar a las superficies de acoplamiento en una bolsa ziploc. Este tipo de cremallera es más fácil de abrir y cerrar que la versión con clip, y el deslizador tiene un hueco por encima de los dientes de la cremallera para separar el sello de la cresta. Este sello es estructuralmente débil frente a la presión interna, y puede separarse por la presión dentro del contenedor sellado que empuja hacia fuera las crestas, que simplemente se flexionan y se separan, permitiendo potencialmente la entrada de aire o líquido a través de las crestas abiertas. Las cremalleras con crestas selladas se utilizan a veces en los trajes secos de superficie de menor coste.

## Patentes estadounidenses
- 25 de noviembre de 1851: patente estadounidense 8540: "Mejora en el cierre de las prendas de vestir".
- 29 de agosto de 1893: Patente estadounidense 504037: "Cierre de zapatos"
- 29 de agosto de 1893: Patente estadounidense 504038: "Cierre o desbloqueo para zapatos"[16]
- 31 de marzo de 1896: patente estadounidense 557207: "Cierre para zapatos"
- 31 de marzo de 1896: patente estadounidense 557208: "Cierre para zapatos"
- 29 de abril de 1913: patente estadounidense 1060378: "Cierre separable" (Gideon Sundback)
- 20 de marzo de 1917: Patente estadounidense 1219881: "Cierre separable" (Gideon Sundback)
- 22 de diciembre de 1936: Patente estadounidense 2065250: "Deslizador"

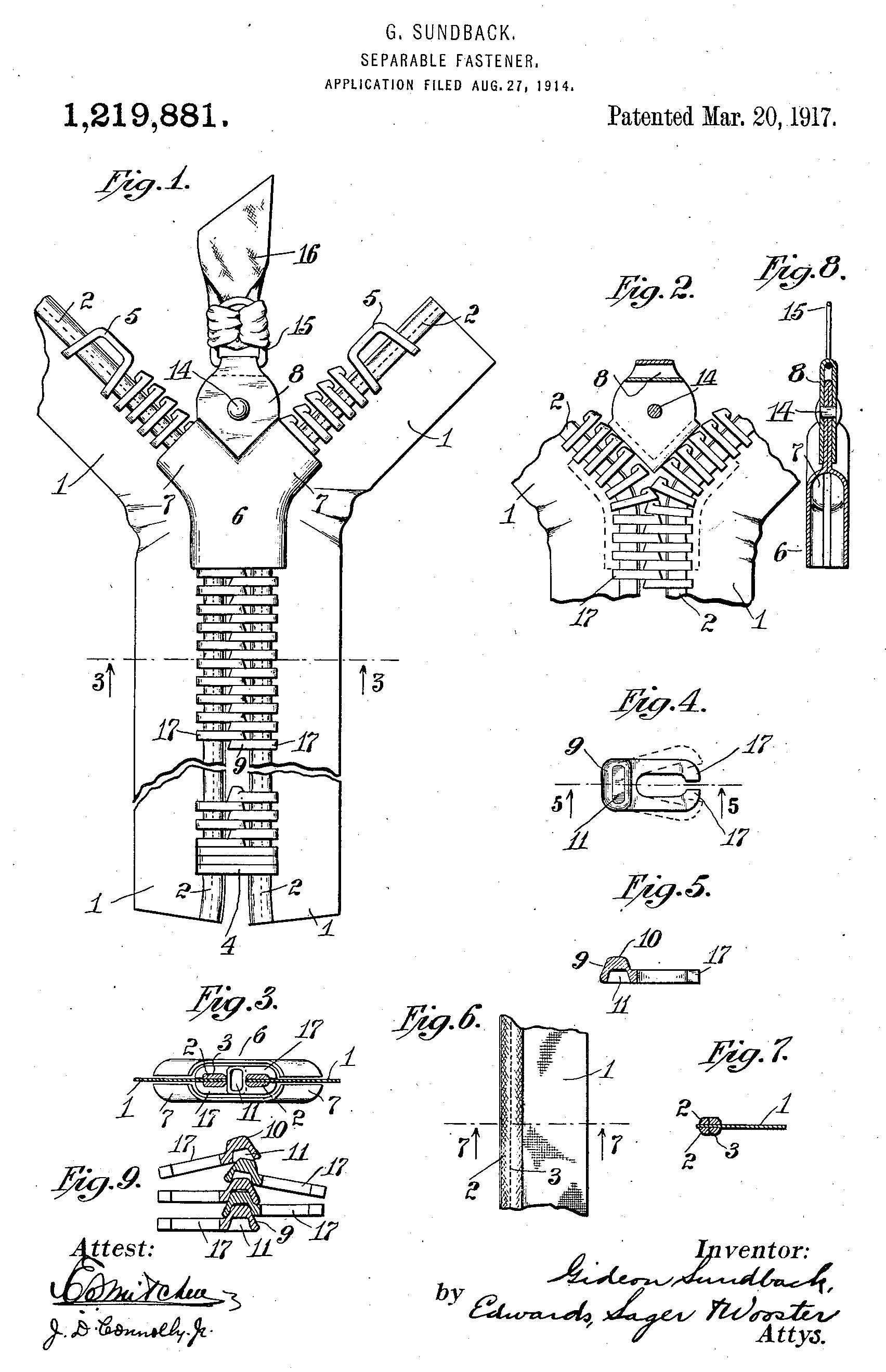
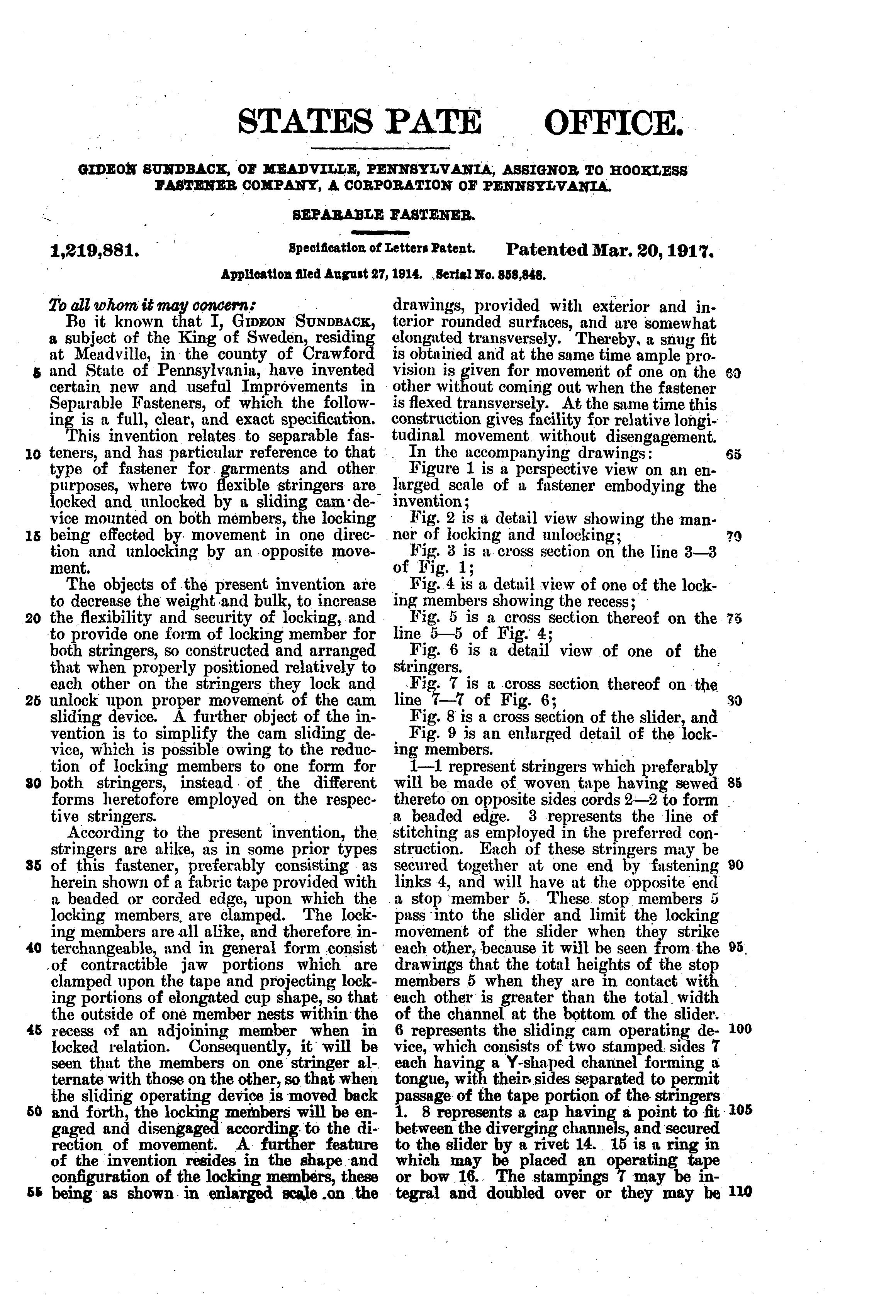
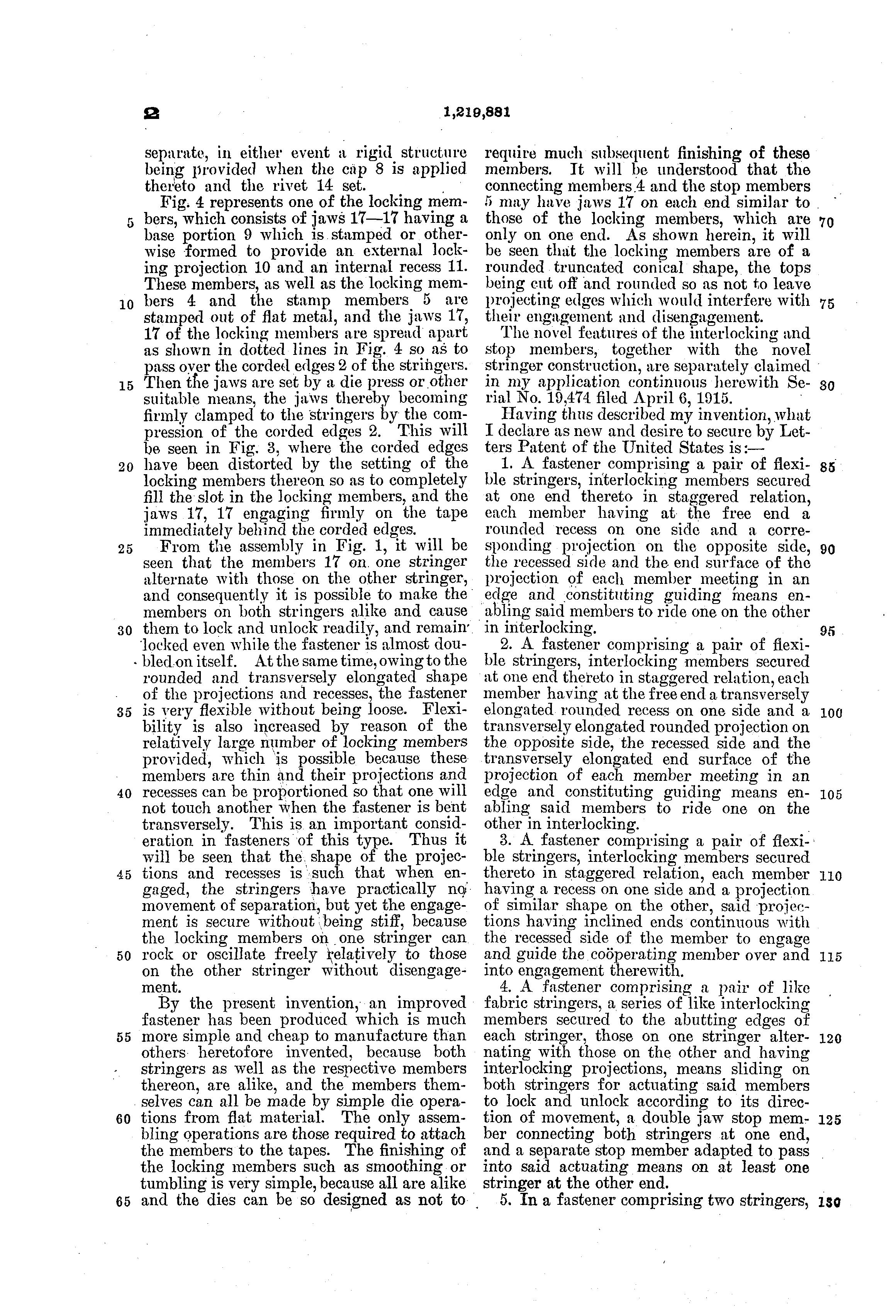
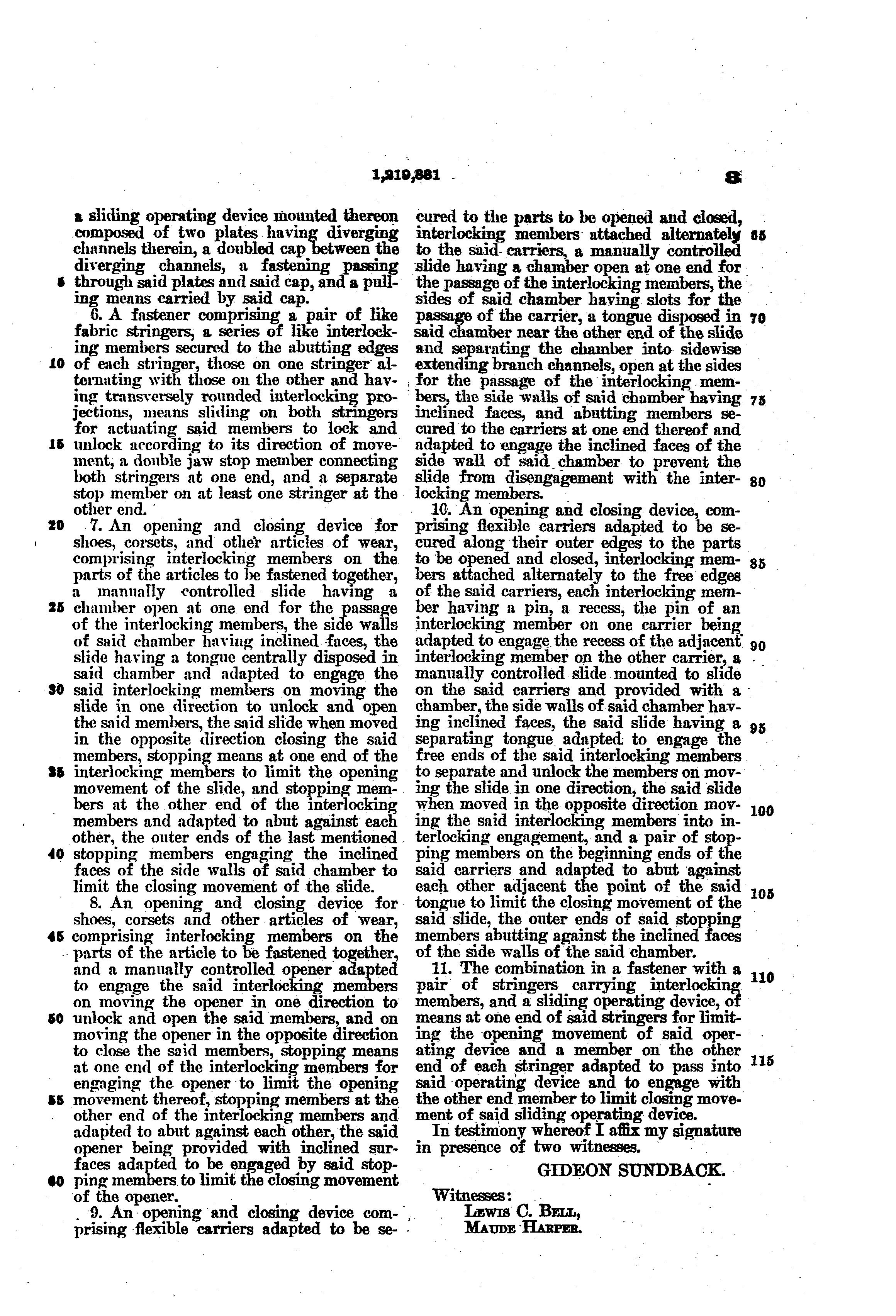
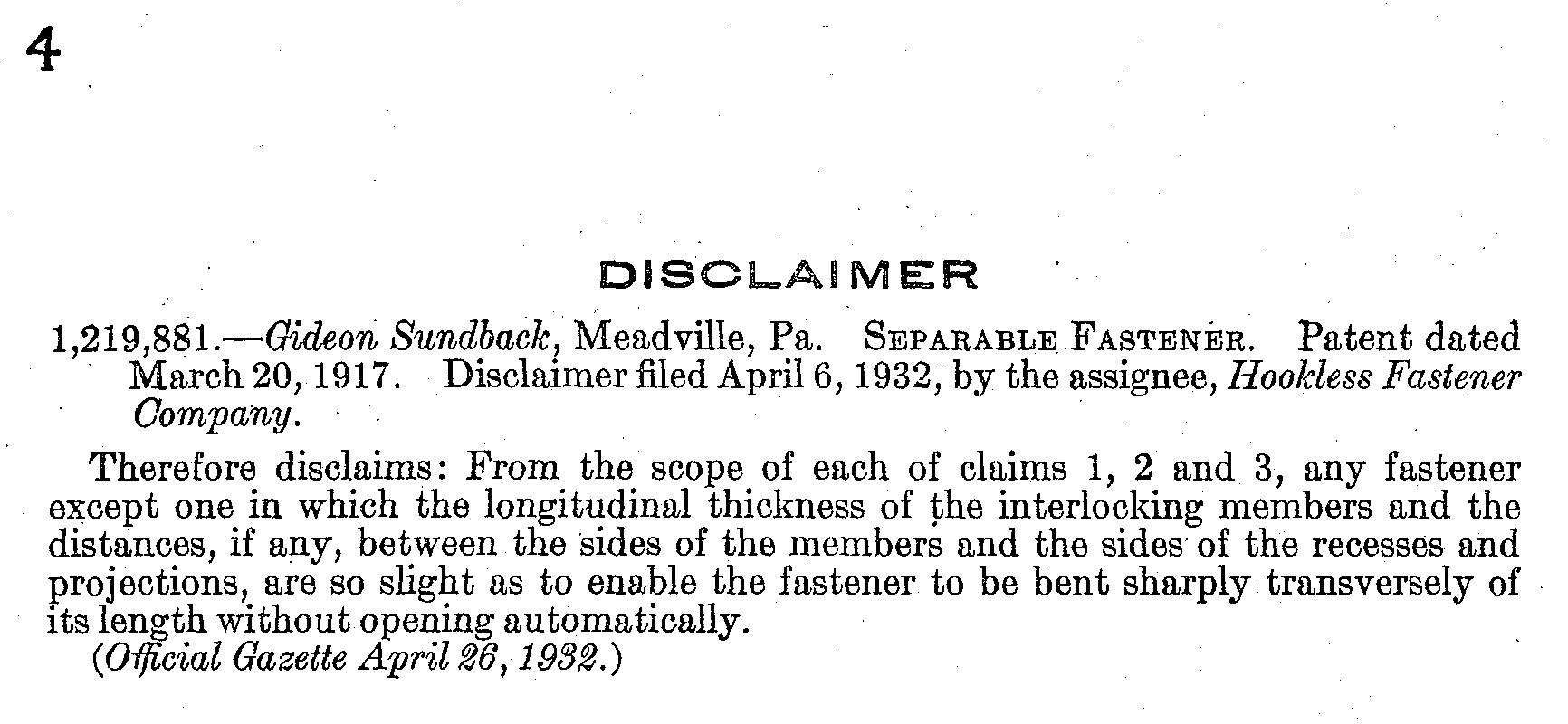